# Notophlebia jobi
Notophlebia jobi is een haft uit de familie Leptophlebiidae. De wetenschappelijke naam van de soort is voor het eerst geldig gepubliceerd in 1984 door Sivaramakrishnan & Peters.
De soort komt voor in het Oriëntaals gebied.